# بوبي مايرز (لاعب كرة قدم أمريكية)
بوبي مايرز (بالإنجليزية: Bobby Myers)‏ هو لاعب كرة قدم أمريكية أمريكي، ولد في 10 نوفمبر 1976 في نيو هيفن في الولايات المتحدة.

## وصلات خارجية
- بوبي مايرز على موقع مرجع كرة القدم المحترفة.كوم (الإنجليزية)